# ヴォルガ・ブルガール

ヴォルガ・ブルガール
タタール語: İdel Bolğarı
チュヴァシ語: Атăлçи Пăлхар
ロシア語: Волжская Булгария

ヴォルガ・ブルガールの領域

ヴォルガ・ブルガール（タタール語: İdel Bolğarı、チュヴァシ語: Атăлçи Пăлхар、ロシア語: Волжская Булгария、英語: Volga Bulgaria）は、7世紀から13世紀にかけて、 ヴォルガ川とカマ川の合流点周辺に存在した国家である。ヴォルガ・ブルガールの領域は、今日のロシア連邦内のタタールスタン共和国とチュヴァシ共和国の領域に相当し、ヴォルガ・タタール人、チュヴァシ人は、ヴォルガ・ブルガール人の末裔とみられている。

## 起源
ヴォルガ・ブルガール人は自身について記録を残しておらず、大半の情報は同時代に存在したアラブ、ペルシア、インド、ルーシの史料や、考古学上の発見に頼っている。このためヴォルガ・ブルガールについての情報は限られた物になっている。人種はモンゴロイドとコーカソイドとの混合種とみられる。
ヴォルガ・ブルガールの土地には当初フィン・ウゴル系の人々が定住していたと思われる。テュルク系のブルガール人は、大ブルガリアから分離し、660年ごろにクブラト（Kubrat）の息子コトラグ（Kotrag）に率いられアゾフ地方から西進を始め一部がその地に定住し、8世紀にヴォルガ川中流域（イディル・ウラル地方）まで辿り着き、9世紀の末になると現地の住民をまとめ支配していった。残りのブルガール人は西進を続け、今日のブルガリアのドナウ川流域まで移動し、現地の南スラヴ人と融合または吸収され、南スラヴ語及び東方正教を採用し、その地にとどまった。

## 歴史

### 繁栄

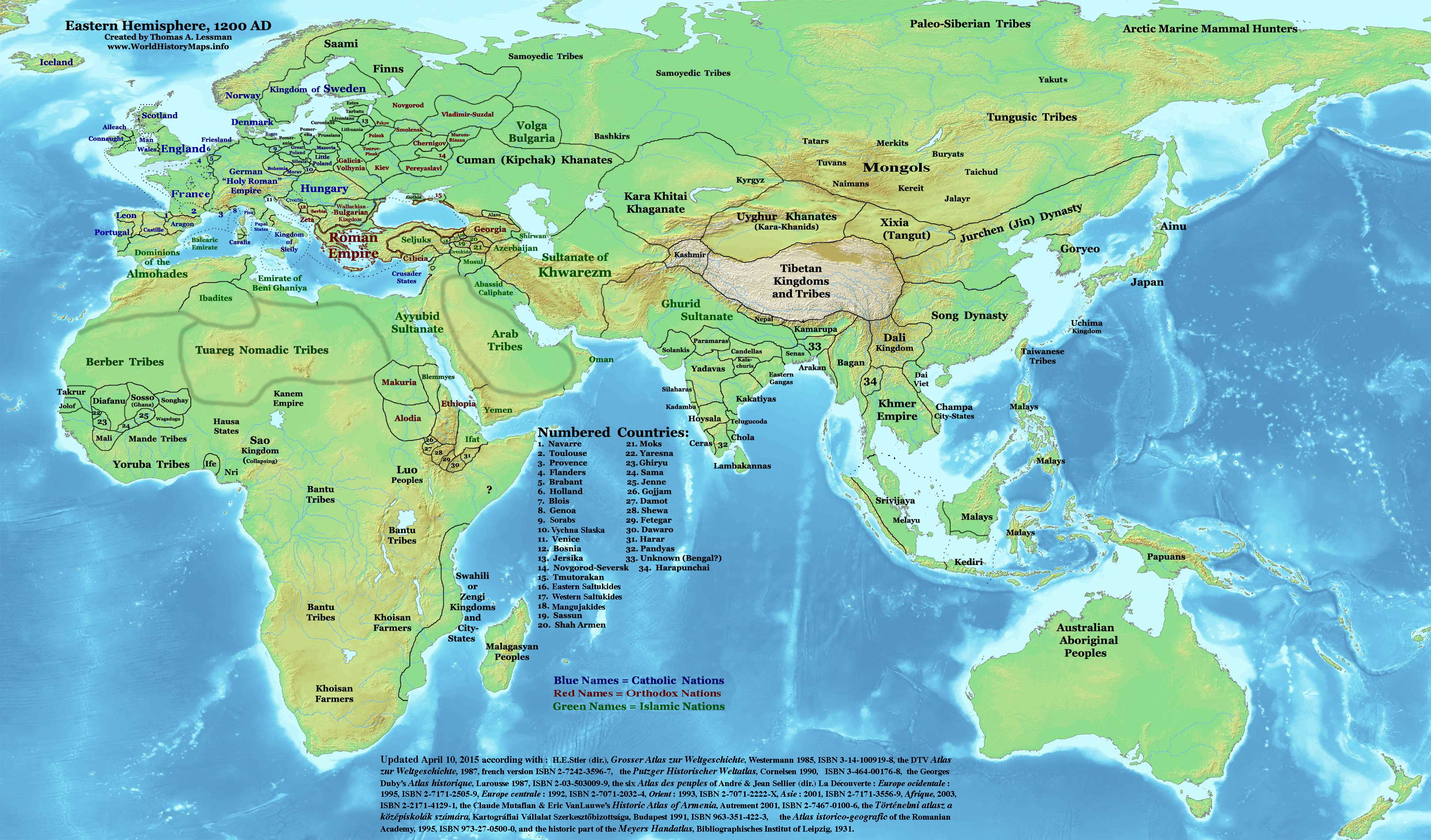
A.D.1200年のユーラシア大陸

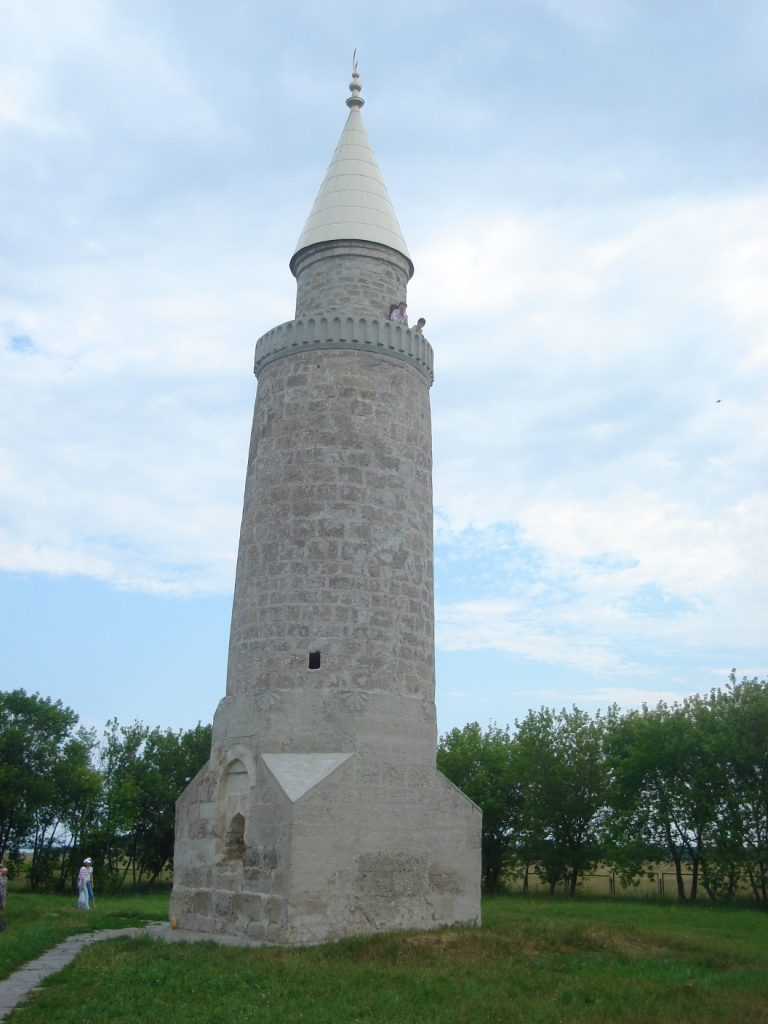
ボルガル市のブルガール遺跡にある小さなミナレット

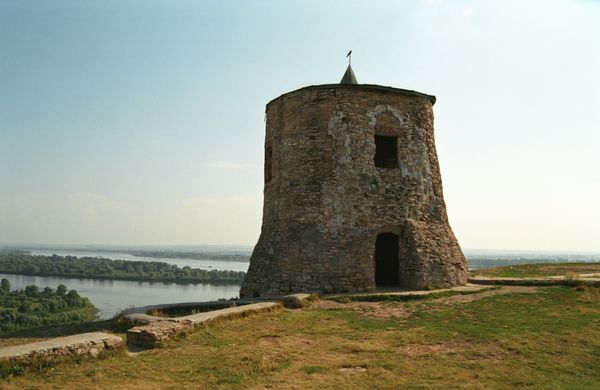
エラブガにある12世紀に建てられた悪魔の塔(Şaytan qalası)。

10世紀の探検家、地理学者であったペルシア人のイブン・ルスタ(Ibn Rustah)によれば、ヴォルガ・ブルガールの人口の大部分はブルガール、スアル、バルシル、ビラル、バランジャルなどのテュルク系民族で占められ、フィン・ウゴル系のブルタス等の集団も一部に含まれていた。今日のタタールスタン共和国およびチュヴァシ共和国の住民は大半がブルガール人の末裔（程度の差はあるが全体としてフィン・ウゴル系及びキプチャク系の血も混ざっている。）とみられている。
10世紀初頭、アルムシュ(Almış)の治世の下、ヴォルガ・ブルガールはイスラームを国教として定めたが、テングリ崇拝や他の宗教も続けて信仰された。ヴォルガ・ブルガールのイスラーム受容を受けて、アッバース朝のカリフであるムクタディルは922年3月にイブン・ファドラーン(Ibn Fadlan)ら使節団をヴォルガ・ブルガールに派遣した。その目的は国交の樹立、カーディー（イスラーム法の裁判官）及びシャリーア（イスラーム法）の学者の派遣、城砦やモスクの建設の支援などであった。イブン・ファドラーンがこの旅行の内容を書いた『覚え書き（ar-Risāla）』は、当時のヴォルガ・ブルガールの状況を知る上での代表的史料となっている。
シルクロードのヴォルガ交易路に位置するヴォルガ川中流を支配下においたヴォルガ・ブルガールは、地域交易の拠点を確保して繁栄し、ヴォルガ・ブルガールの首都ブルガールの規模、富は他のイスラーム世界の主要都市と並び称された。

ブルガールの主な交易相手は、ヴァイキングや白海沿岸地方、ハンティ人、マンシ人、ネネツ人などの西シベリアのウラル語族のうち前2者がウゴル諸語で、後者がサモエード諸語の系統に属する民族であったが、その交易範囲は、バグダードや、コンスタンティノポリス、西はヨーロッパ、東は中国まで及んだ。
ほかのヴォルガ・ブルガールの都市はビリャル、スアル、カシャンやジュケタウなどで、今日の大都市カザンやエラブガもかつてはヴォルガ・ブルガールの辺境要塞であった。このほかに、アシュル、トゥフチン、イブラヒム、タウイレなどの都市が、ルーシ語史料で言及されているが、未だ発見されておらず、このうちの一部はモンゴル人来襲の際に廃墟と化したと思われる。
ヴォルガ・ブルガールの西に存在するルーシ系の諸国は徐々に軍事的な脅威を増し、11世紀、ヴォルガ・ブルガールはルーシ族の襲撃によって大きな打撃を受けた。12世紀と13世紀にはウラジーミル公国のアンドレイ・ボゴリュプスキーやフセヴォロド3世などが継続的にヴォルガ・ブルガールの都市に対し略奪を繰り返した。これらのスラヴ人の圧力を受けて、ヴォルガ・ブルガールはブルガール（現在のボルガル近郊）からビリャルへ遷都を迫られた。

### 滅亡
1223年9月、サマーラ周辺にスブタイの息子ウランに指揮されたモンゴル軍の先陣隊が侵攻してきたが、激戦の末に撃退された。
1236年、モンゴル軍は再びヴォルガ・ブルガールを攻め、5年間の時間をかけて当時内戦状態にあったヴォルガ・ブルガールを支配下にした。その後、ヴォルガ・ブルガールはジョチ・ウルスにとりこまれ、いくつかの公国に分割されそれぞれがジョチ・ウルスの属国となりある程度の自治権を有した。1430年になると、これらの公国の内の3つの協力の元にカザン・ハン国が成立した。
モンゴル支配の下、ヴォルガ川中流域は、ヴォルガ川下流域から移住してきたキプチャク系テュルク民族の影響下に置かれ、住民の言語的キプチャク化が進行した。

## ブルガール論争
ヴォルガ・ブルガールの故地は、1552年のカザン・ハン国の滅亡により、ロシア・ツァーリ国に併合されたが、ヴォルガ川中流域の最初のムスリム国家であるヴォルガ・ブルガールの記憶は、その後も当地のムスリム住民のアイデンティティをめぐる論争の的になった。
19世紀初頭には、歴史家のフサメッティン・ブルガーリーによる『ブルガール諸史(Tawārikh-i Bulghāriyya)』が著されたほか、19世紀後半にカザン周辺で活動したイスラーム神秘主義教団のヴァイソフ神軍も、自らをヴォルガ・ブルガールの直系として位置付けた。ヴォルガ川中流域の地域的、歴史的一体性を強調する19世紀以降のこうした動きは、同時代に発展した汎テュルク主義の主張と対立し、ヴォルガ川中流域のムスリム知識人の間で大きな論争となった。
また、キリスト教徒であるチュヴァシ人知識人の間でも、19世紀後半のロシア東洋学の発展により、古代のブルガール語がチュヴァシ語と近縁であることが明らかとなると、自らの民族起源をヴォルガ・ブルガールに求める意識が高まった。
一方で、1940年代のソ連民族学では、ヴォルガ・ブルガールを、ソ連領内で「自生的」に発展した民族集団として位置付け、その子孫をタタール人に同定し、チュヴァシ人の民族起源をフィン・ウゴル系先住民族に位置付ける学説が主流となった。こうした学説の背景には、征服者であるモンゴル帝国の系譜を、ソ連邦内諸民族の民族起源説から排除する政治的な意図があった。これに反発したチュヴァシ人知識人は、ブルガール起源説を発展させ、1970年代には、タタール人知識人との間で、ブルガールの後継民族を巡る民族起源論争を繰り広げた。
また、ソ連邦の崩壊後、タタールスタン共和国では、タタール人の民族起源についての関心が高まり、ジョチ・ウルスからの連続性を強調する立場（タタール派）と、ヴォルガ川中流域という地域的連続性を強調する立場（ブルガール派）の間で大きな論争となった。